# Herman Duse
Niklas Fredrik Herman Duse, född 3 juli 1870 i Hemse, Gotlands län, död 4 november 1948, var en svensk direktör.

## Biografi
Duse var son till handlanden Niklas Duse och Hilda Åkerman. Han tog studentexamen vid Visby högre allmänna läroverk och bedrev språkstudier i England och Tyskland. Han var anställd vid Movikens masugn och Iggesundsverken 1887, gjorde studieresor i Tyskland och England 1898 och 1899. Duse var kamrer vid Iggesundsverken 1902, vid Elektriska AB Magnet i Ludvika 1903, vid Trafik AB Grängesberg-Oxelösund i Stockholm 1907 och kassadirektör i Förenade Elektriska AB 1908. Han var verkställande direktör i Nya Förenade Elektriska AB och Förenade Elektriska AB 1909 samt i Storviks Elektriska Belysnings AB, Bodens Elektriska AB, AB Polen och Sikfors Kraft AB. Duse var verkställande direktör i AB Liljeholmens Kabelfabrik 1916, styrelseledamot i AB Skandinaviska Glödlampfabriken, ledamot av industrikommissionen och chef för dess metallbyrå 1917 samt verkställande direktör i Luth & Roséns Elektriska AB 1921–1926 och AB Kreditbyrån 1927.
Duse gifte sig 1902 med Emmy Nylén (1882–1967), dotter till kyrkoherde E.G. Nylén och Betty Nystrand. Han var far till Erik Bertil Hermansson (född 1903), Emmy Hilda Margareta (född 1906), Gunhild Elisabeth (född 1907), Ingrid Anne-Marie (född 1909) och Karin Hermanna (född 1914). Makarna Duse är begravda på Norra begravningsplatsen utanför Stockholm.

## Utmärkelser
- Riddare av Vasaorden (RVO) 1913 [2]